# حاجز نيوجيرسي

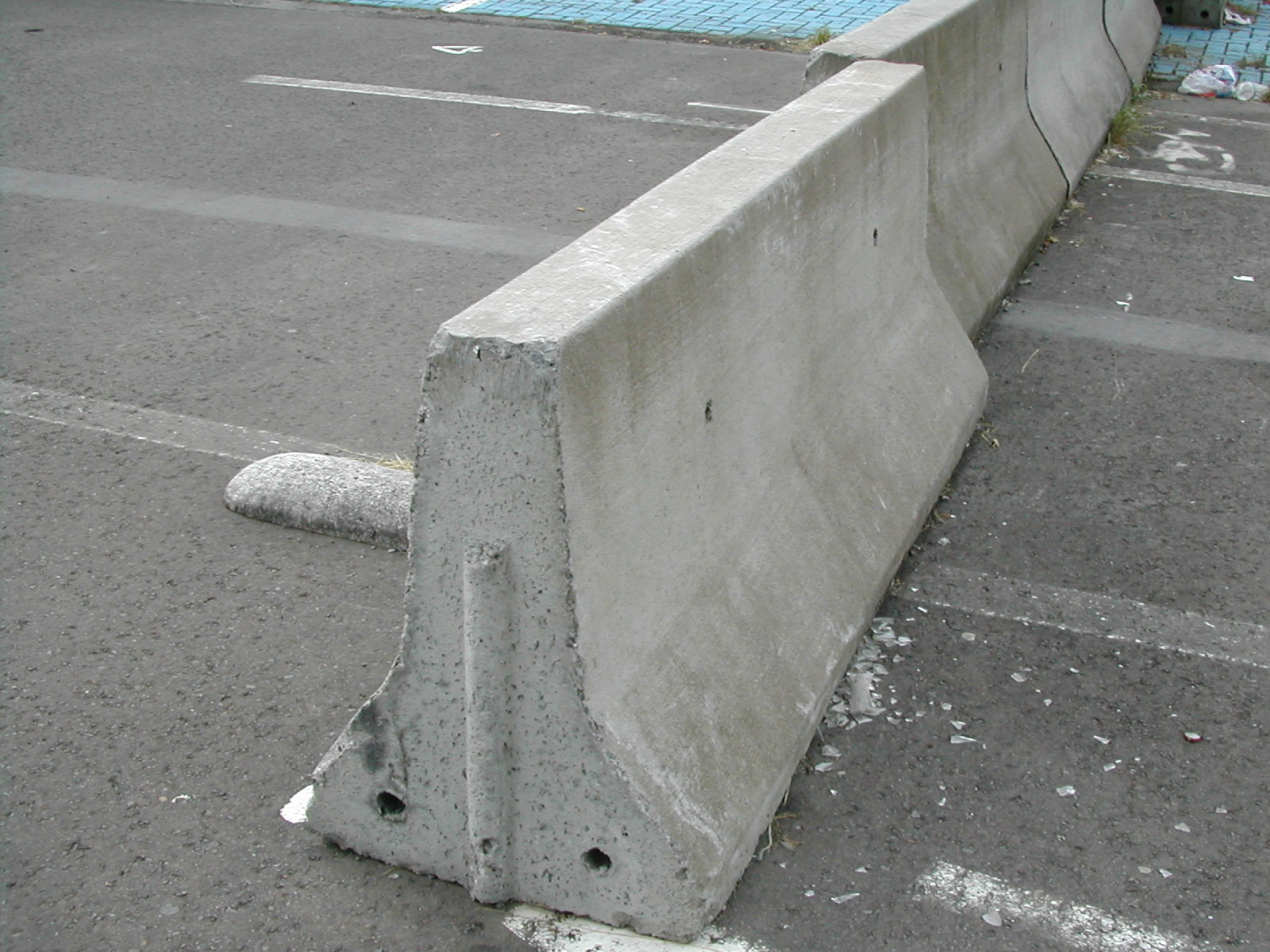
حاجز نيوجيرسي

حاجز نيوجيرسي  (بالإنجليزية: Jersey barrier)‏ أو (بالإنجليزية: Jersey wall)‏ أو (بالإنجليزية: Jersey bump)‏ هو حاجز خرساني أو بلاستيكي يستخدم بشكل أساسي لفصل الطرق أو مسارات حركة المرور وتستخدم أيضا في إعادة توجيه حركة المرور وحماية المشاة على الطريق السريع ويستخدم لمنع خروج السيارات عن الطريق وخاصة في الطرق الوعرة والجبلية، ومصمم ليقلل من أخطار حوادث اصطدام السيارات العابرة في اتجاهين مختلفين. يستخدم أيضاً كحماية مؤقتة للمنشأت من التفجيرات والسيارات المفخخة.

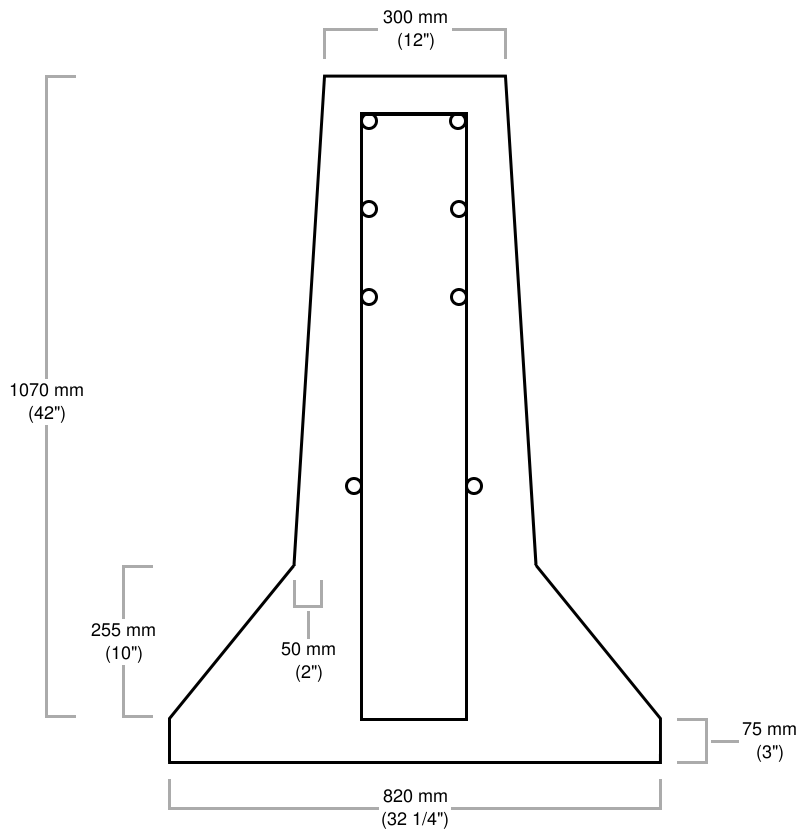
مخطط حاجز نيوجيرسي

وهو مصطلح مستعار من مواصفات الحواجز في قسم كاليفورنيا للنقل.

## وصلات خارجية
- New Jersey median barrier history